# Felix Waske
Pour les articles homonymes, voir Waske.
Felix Waske (né le 28 mai 1942 à Vienne) est un peintre autrichien.

## Biographie
Il passe sa petite enfance dans le Tyrol et suit sa scolarité à Vienne. De 1958 à 1967, il étudie à l'université des Arts Appliqués de Vienne auprès d'Eduard Bäumer (de) et à l'académie des beaux-arts de Vienne auprès de Max Weiler. Pendant ses études, il fait des voyages en Italie, dans le sud de la France, en Afrique du Nord et en Grèce. En 1965, il acquiert son premier appareil photo et commence à pratiquer sur une petite échelle. Pendant de nombreuses années, la photographie joue une partie importante dans son œuvre. En 1967, il expose pour la première fois des dessins et des peintures.
En 1967, il déménage avec sa femme Rosemarie et fille Cléa à Ibiza, il revient à Vienne dix ans plus tard, passant cependant ses étés à Ibiza. Il travaille et vit entre les deux lieux.

## Source de la traduction
- (de) Cet article est partiellement ou en totalité issu de l’article de Wikipédia en allemand intitulé « Felix Waske » (voir la liste des auteurs).